# 社會企業商務中心
社會企業商務中心（英語：Social Enterprise Business Centre）是香港一間集香港政府、商界和社會福利界的力量，扶助社會企業成長。
香港社會服務聯會 (社聯) 獲滙豐銀行慈善基金及社會福利署攜手扶弱基金撥款，於2008年成立社會企業商務中心，致力推動本港社企創業精神及社會創新。透過與政府、商界、社福界以及學界建立夥伴關係，本中心凝聚社會資源，為社企及社創項目提供一站式的支援服務，涵蓋基金管理、商務諮詢、市場推廣、公眾教育等範疇。。

## 主要項目
專責為社會企業申請人提供協助
香港慈善團體可以向香港政府申請基金成立社企，該中心會專責為申請人提供協助。成立社企的目的，不但要協助弱勢社群，亦要賺取基本的利潤作營運。如果社會企業有利潤，只能留作營運基金，或作慈善用途。

## 例子
社會企業商務中心致力為弱勢社群提供就業機會。在2010年10月，影視紅星曾志偉和戚美珍為了協助聾人就業，他們得到該中心的協助，便成功開設社會企業素食餐廳《樂農》。該餐廳並透過慈善機構「龍耳」聘請聾人，希望此舉能夠為聾人創造就業機會。

## 最新發展
2022年底，社聯重新定位支持社企的發展工作，將「社會企業商務中心」的核心理念融入其他業務項目。2024年12月，「社會企業商務中心」網頁正式改為「社企指南」網站。

## 外部連結
- 社會企業商務中心官方網頁（页面存档备份，存于）